# Wappen Guyanas
Das Staatswappen Guyanas wurde am 25. Februar 1966 vom Parlament angenommen, nachdem Königin Elisabeth II. es am 21. Januar desselben Jahres an Guyana verliehen hatte.
Das zentrale Motiv des Wappens ist der Wappenschild in der Mitte, auf welchem mittig in Silber drei blaue Wellenlinien dargestellt sind, welche die drei Hauptflüsse Guyanas symbolisieren. Über jenen drei Wellen befindet sich eine Seerose, darunter ein Hoatzin.
Der Schild wird von zwei Jaguaren als Schildhalter gehalten. Der rechte hält eine Hacke, der linke ein Zuckerrohr. Das symbolisiert die beiden landwirtschaftlichen Hauptzweige des Landes. Auf den Schild ruht ein goldener Helm mit beidseitig besteckten Juwelen und blau-weißen Helmdecken. In der gleichgefärbten Helmwulst steckt ein Federschmuck. Dieser symbolisiert die Indio-Bevölkerung, die Juwelen an der Seite des Helmes die Minenindustrie der Nation. Der Helm selbst steht für die enge Verbindung zum Vereinigten Königreich.
Unter dem Schild ist ein silbernes Spruchband mit dem Nationalmotto Guyanas: One People, One Nation, One Destiny (eng., „Ein Volk, Eine Nation, Ein Schicksal“)